# India ai Giochi della VIII Olimpiade
L'India partecipò ai Giochi della VIII Olimpiade, svoltisi a Parigi dal 4 maggio al 27 luglio 1924,  
con una delegazione di 13 atleti di cui 1 donna, impegnati in 2 discipline.
senza aggiudicarsi medaglie.